# گائو جینگ
گائو جینگ (高靜؛ زادهٔ ۱۸ سپتامبر ۱۹۷۵) ورزشکار ورزش تیراندازی اهل چین است.
وی در مسابقات کشوری و بین‌المللی در مجموع برندهٔ ۱ مدال برنز شده‌است.